# Thecla talama
Thecla talama är en fjärilsart som beskrevs av William Schaus 1902. Thecla talama ingår i släktet Thecla och familjen juvelvingar. Inga underarter finns listade i Catalogue of Life.